# Tuffi ai campionati europei di nuoto 2022 - Piattaforma 10 metri sincro maschile
La competizione della piattaforma 10 metri sincro maschile ai campionati europei di nuoto di Roma 2022 si è svolta il 19 agosto 2022, presso il complesso natatorio del Foro Italico di Roma, in Italia.

La finale si è svolta alle ore 15:30.

## Risultati
| Class   | Nazione       | Tuffattori                            | T1    | T2    | T3    | T4    | T5    | T6    | Totale |
| ------- | ------------- | ------------------------------------- | ----- | ----- | ----- | ----- | ----- | ----- | ------ |
| Oro     | Gran Bretagna | Ben Cutmore Kyle Kothari              | 45.60 | 49.80 | 72.00 | 75.24 | 71.04 | 76.80 | 390.48 |
| Argento | Ucraina       | Kirill Boliuch Oleksij Sereda         | 47.40 | 51.00 | 79.68 | 72.00 | 69.12 | 68.82 | 388.02 |
| Bronzo  | Germania      | Timo Barthel Jaden Eikermann          | 47.40 | 48.00 | 70.08 | 67.32 | 68.34 | 68.16 | 369.30 |
| 4       | Italia        | Andreas Larsen Eduard Timbretti Gugiu | 49.80 | 47.40 | 59.40 | 69.30 | 64.35 | 72.00 | 362.25 |
| 5       | Grecia        | Nikolaos Molvalis Athanasios Tsirikos | 47.40 | 46.20 | 55.80 | 51.33 | 69.12 | 68.16 | 338.01 |
| 6       | Austria       | Anton Knoll Dariush Lotfi             | 42.60 | 42.00 | 62.40 | 64.80 | 44.55 | 57.60 | 313.95 |